# Dušan Savić
Dušan Savić detto Dule (Ub, 1º giugno 1955) è un ex calciatore jugoslavo, di ruolo attaccante.
È il padre di Vujadin Savić.

## Carriera
Debutta da professionista nel 1973 con la Stella Rossa, di cui diventa una delle bandiere, disputando più di 200 partite e 100 gol in maglia biancorossa, vincendo tre campionati jugoslavi, la Coppa di Jugoslavia 1981-1982, e due volte il titolo di capocannoniere (1974-1975 e 1978-1979).
Nel gennaio 1982 si trasferisce in Spagna, allo Sporting Gijón, dove non riesce ad ambientarsi.
All'inizio della stagione 1983-1984 si trasferisce in Francia, al Lilla, e nel 1985 al Cannes, dove, dopo quattro stagioni, chiude la carriera.

## Palmarès

### Club
- Campionato jugoslavo: 3

Stella Rossa: 1976-1977, 1979-1980, 1980-1981
- Coppa di Jugoslavia: 1

Stella Rossa: 1981-1982

### Individuale
- Capocannoniere della Prva Liga: 2

1974-1975 (20 gol, a pari merito con Boško Đorđević), 1978-1979 (24 gol)